# Photograph (Ed Sheeran)
Photograph è un singolo del cantautore britannico Ed Sheeran, pubblicato l'11 maggio 2015 come quinto estratto dal secondo album in studio X.

## Descrizione
Annunciato come singolo da Sheeran nell'aprile 2015, Photograph è stata composta dal cantautore stesso insieme a Johnny McDaid degli Snow Patrol.

### Accuse di plagio
Il 9 maggio 2016 gli autori Martin Harrington e Thomas Leonard hanno denunciato Sheeran con una richiesta di 20 milioni di dollari per aver plagiato il singolo del 2011 Amazing, interpretato dal cantante britannico Matt Cardle e composto già nel 2009, secondo quanto dichiarato dagli autori. L'avvocato di Harrington e Leonard dichiarò: «Data la notevole somiglianza tra il ritornello di Amazing e di Photograph, gli imputati sapevano che durante la scrittura, l'editoria, la registrazione, la pubblicazione e la distribuzione di Photograph è stata violata una composizione musicale preesistente».
Nell'aprile 2017 la causa per plagio si chiude con un patteggiamento voluto dallo stesso cantante britannico, e i cui estremi non sono poi stati resi noti.

## Video musicale
Il video musicale mostra momenti dell'infanzia e dell'adolescenza del cantante, alternate ad alcune riprese fattegli a inizio carriera.

## Tracce
CD promozionale (Regno Unito)
1. Photograph – 4:18 (Ed Sheeran, Johnny McDaid)

CD singolo (Europa)
1. Photograph – 4:18 (Ed Sheeran, Johnny McDaid)
2. I Will Take You Home – 3:58 (Ed Sheeran)

Download digitale
1. Photograph (Felix Jaehn Remix) – 3:22 (Ed Sheeran, Johnny McDaid)
2. Photograph (Jack Garratt Remix) – 4:06 (Ed Sheeran, Johnny McDaid) – presente nell'edizione britannica[23]

## Formazione
Musicisti
- Ed Sheeran – voce, chitarra acustica
- Tyler Sam Johnson – chitarra elettrica, programmazione della batteria
- Jeff Bhasker – pianoforte, tastiera, basso elettrico
- Emile Haynie – programmazione della batteria
- Davide Rossi – arrangiamento strumenti ad arco

Produzione
- Jeff Bhasker – produzione
- Emile Haynie – produzione aggiuntiva
- Tyler Sam Johnson – ingegneria del suono
- Mark "Spike" Stent – missaggio
- Geoff Swan – assistenza missaggio
- Stuart Hawkes – mastering

## Classifiche

### Classifiche settimanali
| Classifica (2015) | Posizione massima |
| ----------------- | ----------------- |
| Australia         | 9                 |
| Austria           | 4                 |
| Belgio (Fiandre)  | 55                |
| Belgio (Vallonia) | 16                |
| Danimarca         | 8                 |
| Francia           | 44                |
| Germania          | 4                 |
| Italia            | 29                |
| Lussemburgo       | 1                 |
| Nuova Zelanda     | 8                 |
| Paesi Bassi       | 35                |
| Regno Unito       | 15                |
| Spagna            | 20                |
| Stati Uniti       | 10                |
| Svezia            | 20                |
| Svizzera          | 8                 |

### Classifiche di fine anno
| Classifica (2016) | Posizione |
| ----------------- | --------- |
| Brasile           | 38        |
| Classifica (2017) | Posizione |
| Brasile           | 118       |
| Classifica (2018) | Posizione |
| Brasile           | 164       |